# Cyphostemma zimmermannii
Espèce
Cyphostemma zimmermannii est une espèce de plantes de la famille des Vitacées. Elle a été décrite par le botaniste anglais Bernard Verdcourt en 1993. L'épithète spécifique est un hommage au botaniste allemand Albrecht Zimmermann qui fut directeur d'un institut de biologie et d'agriculture de Tanzanie de 1902 à 1920,.